# Vincent Pokojný
Vincent Pokojný (2. ledna 1899 Dubová – 8. září 1982 Bratislava) byl slovenský a československý politik a poúnorový poslanec Národního shromáždění ČSR za Stranu slobody. Po roce 1956 pronásledovaný a vězněný komunistickým režimem.

## Biografie
Studoval v Modre. Původní profesí byl učitelem. V roce 1946 patřil mezi zakladatele Strany slobody. Byl zaměstnancem rezortu školství. V roce 1948 se uvádí jako úředník, bytem Bratislava.
Během únorového převratu v roce 1948 Strana slobody nezaujala jasné stanovisko. Během následujících týdnů v ní ale došlo k mocenskému převratu a proměně na loajálního spojence komunistického režimu. Vincent Pokojný patřil do skupiny funkcionářů, kteří s poúnorovým vývojem souhlasili. Do poloviny 50. let 20. století pak byl předsedou strany. Byl známý svou křesťanskou orientací, ale zároveň jasným vymezením se proti tradicím meziválečné HSĽS.
K roku 1954 se profesně uvádí jako člen předsednictva Ústředního výboru slovenské Národní fronty.
Ve volbách do Národního shromáždění roku 1948 byl zvolen do Národního shromáždění za KSČ ve volebním kraji Prešov. Mandát získal i ve volbách v roce 1954 (volební obvod Senec-Sereď). V parlamentu zasedal do února 1956, kdy rezignoval a nahradil ho František Štefánik.
Jeho odchod z parlamentu byl vyústěním vnitrostranického sporu mezi ním a Františkem Štefánikem. Od roku 1954 se totiž Pokojný a část vedení strany snažil o aktivizaci Strany slobody, zvýšení počtu členů, profilaci programových rysů a větší nezávislost na KSČ. Štefánik naopak reprezentoval konzervativní část funkcionářů. Počátkem roku 1955 se Štefánik stal vedoucím tajemníkem Strany slobody a v prosinci 1955 odevzal Ústřednímu výboru slovenské Národní fronty kompromitující materiály, v nichž se naznačovalo, že Vincent Pokojný a další politici Strany slobody se pokoušeli o protistátní převrat. V lednu 1956 ho Státní bezpečnost zatkla. Pokojný byl zbaven funkcí, nucen rezignovat na křeslo v parlamentu a v červenci 1956 byl odsouzen k trestu 11 let odnětí svobody. V odvolacím řízení byly v září 1956 tresty mírně sníženy. V roce 1969 byl soudně i občansky rehabilitován.